# Nord-Ouest argentin

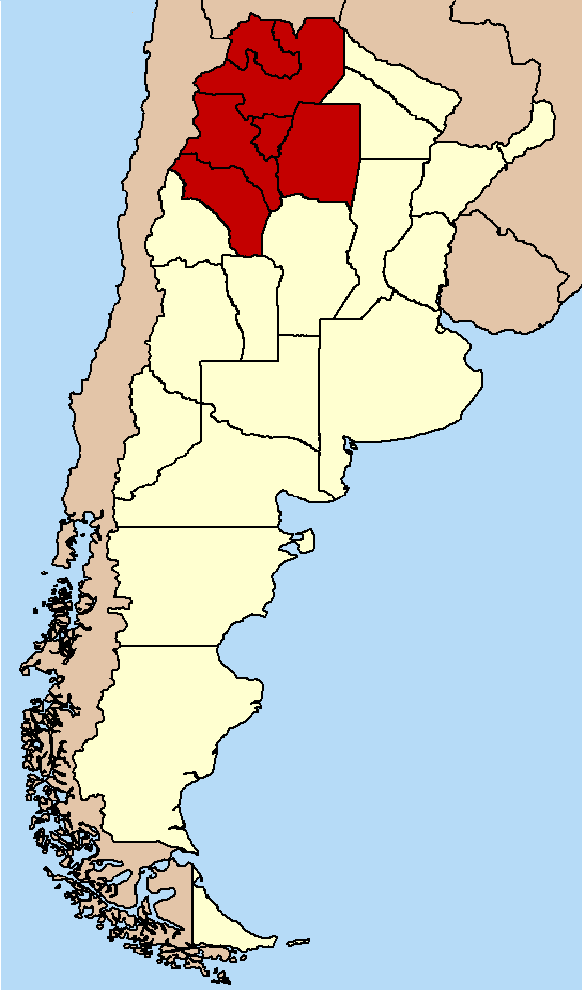

Le Nord-Ouest argentin (NOA) est une des régions de l'Argentine.
Elle occupe les territoires de la province de Jujuy, de l'ouest et du sud de la province de Salta, du nord de la province de Catamarca, ainsi que le nord-ouest de celle de Tucumán.
La région présente les biomes suivants : 
1. Haut plateau de la Puna ;
2. Hautes montagnes de la cordillère des Andes ;
3. Vallées fertiles ;
4. Cañons de la cordillère orientale (ou Saltojujeña) ;
5. Sierras subandines.

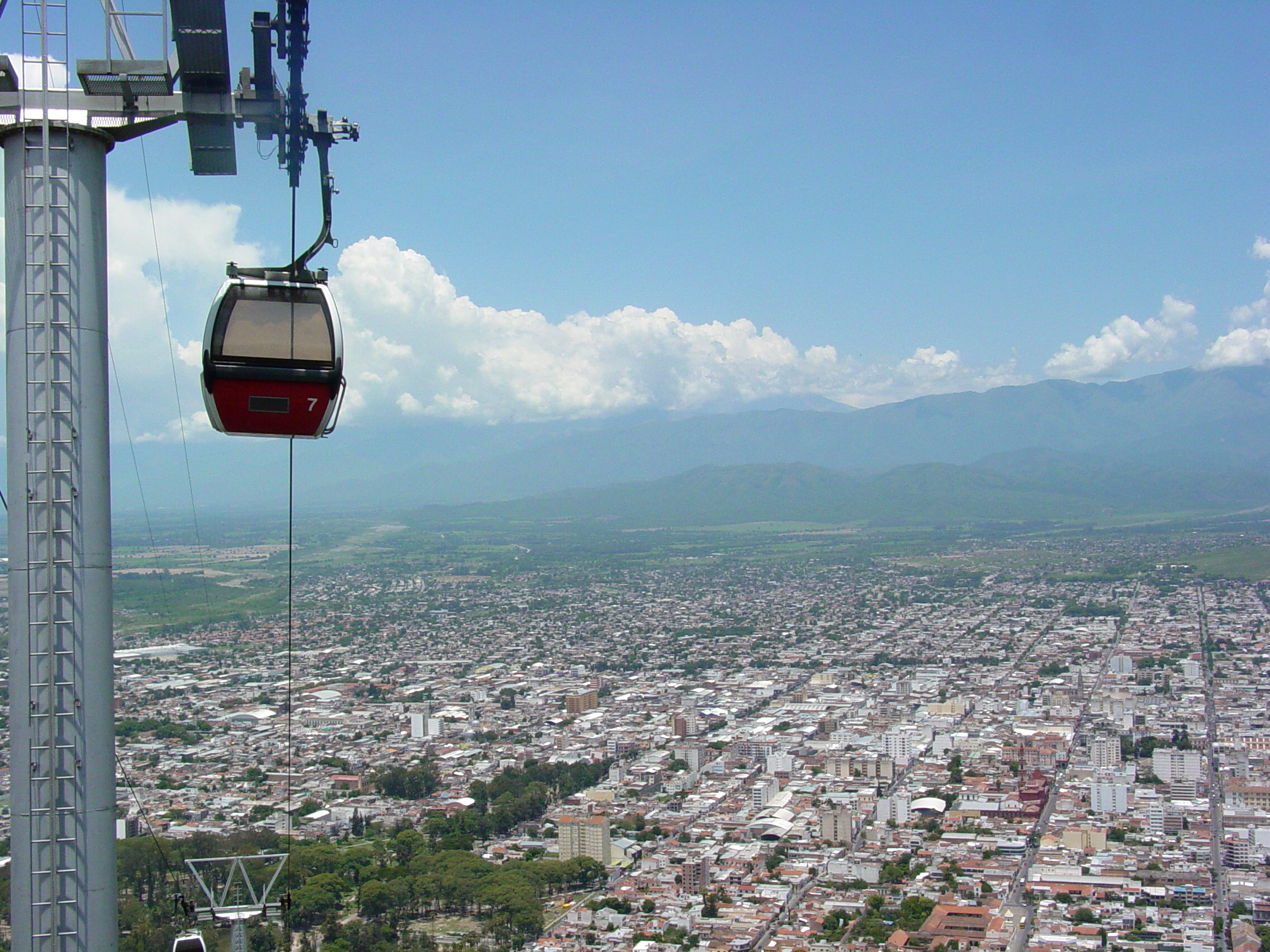
La ville de Salta
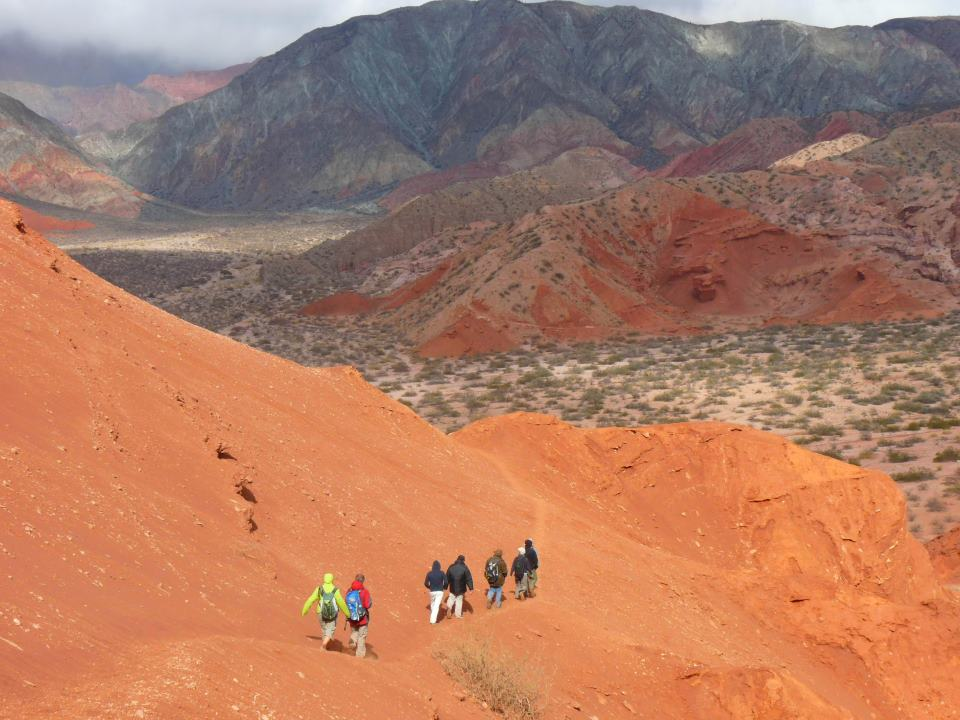
Trekking dans la Quebrada de las Conchas.